# Beloniscellus
Genre
Beloniscellus est un genre d'opilions laniatores de la famille des Beloniscidae.

## Distribution
Les espèces de ce genre sont endémiques des Petites îles de la Sonde en Indonésie.

## Liste des espèces
Selon World Catalogue of Opiliones (26/06/2021) :
- Beloniscellus floresianus Roewer, 1931
- Beloniscellus lombokiensis (Roewer, 1912)
- Beloniscellus narmadeus Roewer, 1949
- Beloniscellus parvicalcar Roewer, 1931
- Beloniscellus renschi Roewer, 1931
- Beloniscellus sumbawaensis Roewer, 1931

## Publication originale
- Roewer, 1931 : « Über Opilioniden der Sundainseln. » Archiv für Hydrobiologie, Supplement-Band Tropische Binnengewässer, vol. 2, p. 508–548.